# Девінська Брама
Девінська Брама (словац. Devínska brána, Шаблон:IPA-sk; нім. Hainburger Pforte) — річкова брама в долині Дунаю на кордоні Словаччини та Австрії. Це один з чотирьох геоморфологічних районів Девінських Карпат, складова гірського масиву Малі Карпати. Пассау, Девінська Брама та Залізна Брама ділять річку Дунай на чотири різні ділянки.
Девінська Брама була заселена ще з доісторичних часів, безперервне поселення з 5000 року до Р.Х.. Це була стратегічна частина стародавнього Бурштинового шляху, що з'єднував Північну Європу з Середземномор'ям, і за часів середньовіччя тут було побудовано п'ять замків, замок Гейменбург, замок Ротелштайн, замок Поттенбург, замок Девін та замок Братислави

## Розташування та опис
У широкому розумінні брама починається нижче Братиславського замку (в цьому випадку брама завдовжки 11,5 км та завширшки від 2 до 7 км), а у вужчому розумінні починається нижче замку Девін та закінчується біля Гундсхаймер-Берге, найвищої вершини Австрійських Карпат заввишки 480 метрів над рівнем моря, в Австрії на правому березі Дунаю. На сході межує з іншою річковою брамою — Ламачовою брамою.
Геологічно Девінська Брама створена у плейстоцені. Значна частина його ядра складається з гранітних масивів часів карбону. Тут також представлені вапняки та доломіти часів кайнозою. До неогенного періоду відносяться конгломерати, гравій тощо.